# 軟組織

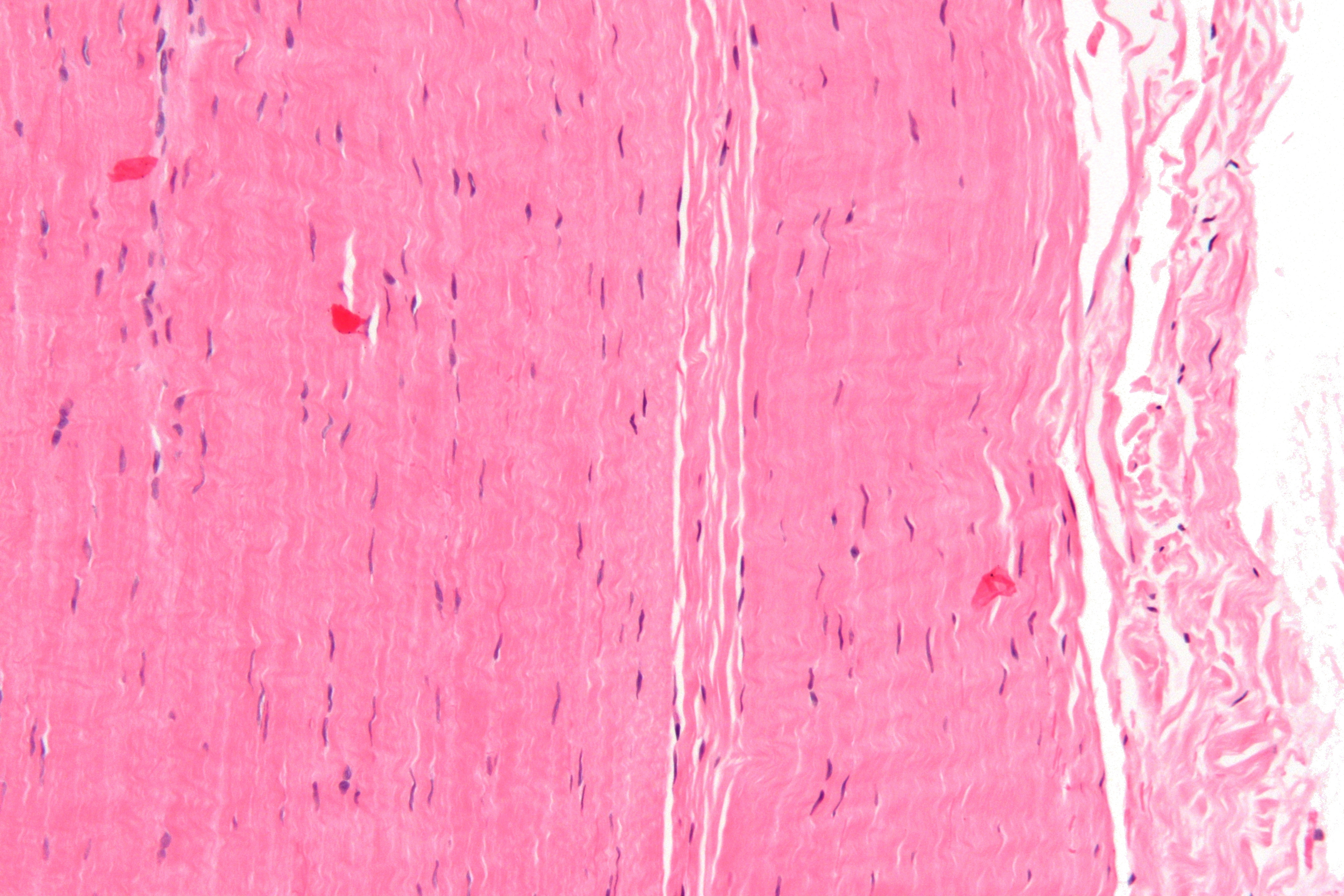
蘇木精-伊紅染色后的软组织（肌腱）显微照片

软组织（soft tissue）是体内骨外的非上皮性结缔组织，其未因骨化或钙化过程变硬。软组织的定义或概念排除了与其相对的“硬组织”，如骨骼和牙齿，但软组织並不包括软骨组织。
软组织的主要作用是连接、支持、包绕各解剖结构，位于表皮至实质脏器之间，它包括运动器官（肌肉及肌腱）及各种支持组织结构，如：纤维组织、脂肪组织、滑膜组织及脉管组织。软组织主要由胶原质、弹性蛋白和基质构成，富含水分。
由于各学者定义的软组织含盖范围略有不同，其可能排除了网状内皮组织、神经胶质组织和周围神经组织。有些学者将周围神经系统归入软组织概念中，这是因为周围神经肿瘤也表现为软组织肿块，其治疗及鉴别诊断中也与软组织肿瘤相似。
广义上，软组织承上描述，其范围涵盖：皮肤、皮下脂肪、肌肉、肌腱、腱鞘、韧带、筋膜、滑膜、滑液囊、关节囊、周边神经、纤维组织、淋巴组织、血管组织，及其他结缔组织。此概念覆盖面过广，且时常误解以及遭到滥用。
狭义上，软组织是仅指：非上皮性的骨外间充质组织，不包括网状内皮系统和神经胶质，由定义也不含皮肤（属于上皮）。